# Стадио Комунале Беллинцона
Стадио Комунале Беллинцона (итал. Stadio Comunale di Bellinzona) — футбольный стадион в Беллинцоне, Швейцария. Вместимость стадиона составляет 5 650 человек. Стадион был открыт 27 мая 1947 года. На стадионе свои домашние матчи проводит местная футбольная команда «ФК Беллинцона».
Кроме того, стадион оборудован легкоатлетическими дорожками. Переговоры о строительства стадиона проходили в 1938 году, но лишь 27 декабря 1945 года после окончания Второй мировой войны власти дали согласие на продажу земли для строительства стадиона.